# 유고슬라비아 연방공화국 헌법
유고슬라비아 연방공화국 헌법은 유고슬라비아 연방공화국의 헌법이었다. 이 헌법은 1992년 4월 27에 발효되었다.